# S-Nitrosoglutathion
S-Nitrosoglutathion (GSNO) je endogenní nitrosothiol (SNO), který hraje rozhodující roli při signalizaci oxidu dusnatého (NO) a je zdrojem biologicky dostupného NO. V buňkách se SNO, které slouží jako endogenní NO nosiče a dárci, neexistuje NO. SNO spontánně uvolňují NO v různých poměrech a mohou být silnými terminátory šíření radikálů volných radikálů přímou reakcí s ROO• radikály, čímž se získají nitroderiváty jako konečné produkty.  NO je generováno intracelulárně enzymem synthasy oxidu dusnatého (NOS): nNOS, eNOS a iNOS, zatímco in vivo zdroj mnoha SNO není znám. V okysličených pufrech však vznik SNO je způsoben oxidací NO na oxid dusitý (N2O3).  Některé důkazy naznačují, že jak exogenní NO tak endogenně odvozené NO z syntázy oxidu dusnatého mohou reagovat s glutathionem za vzniku GSNO.

## GSNOR
Enzym GSNO reduktáza (GSNOR) redukuje S- nitrosoglutathion (GSNO) na nestabilní meziprodukt, S- hydroxylaminoglutathion, který se potom upravuje za vzniku glutathionsulfonamidu nebo v přítomnosti GSH, tvoří oxidovaný glutathion (GSSG) a hydroxylamin.    Prostřednictvím tohoto katabolického procesu GSNOR reguluje buněčné koncentrace GSNO a hraje ústřední roli při regulaci hladin endogenních S- nitrosothiolů a při regulaci signalizace na bázi proteinů S -nitrosylace.

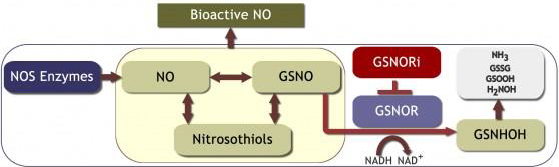
Chemická syntéza GSNO

Tvorba GSNO funguje jako stabilní a mobilní NO pool, který může efektivně přenášet NO signalizaci.   Na rozdíl od jiných messengerů s nízkou molekulovou hmotností, které se vážou na receptory receptorů cílových buněk a aktivují cílovou buněčnou funkci, je signalizace NO zprostředkována koordinačním komplexem mezi NO a přechodnými kovy nebo cílovými buněčnými proteiny, často prostřednictvím S - nitrosylace cysteinových zbytků.    Studie naznačují, že metabolismus NO má významnou roli v kardiovaskulárních a respiračních onemocněních člověka, stejně jako v imunitní toleranci během transplantace orgánů.    

## GSNO v medicíně
Koncentrace GSNO a NO regulují funkce dýchání modulací tónu dýchacích cest a protizánětlivými a protizánětlivými odpověďmi v respiračním traktu.   Protože NO je nestabilní plyn a endogenní hladiny jsou obtížně manipulovatelné, bylo navrženo, že exogenní GSNO může být použita k regulaci cirkulujících hladin NO a NO derivovaných druhů a GSNO může mít funkci u pacientů s plicními onemocněními, jako je cystická fibróza . V souladu s tímto terapeutickým cílem ukázala nedávná studie, že akutní léčba aerosolizovaným GSNO byla dobře tolerována u pacientů s cystickou fibrózou. 
SNO v jaterních mitochondriích zřejmě ovlivňují správné fungování jater. Mitochondriální SNO-proteiny inhibují komplex I transportního řetězce elektronů; modulovat produkci mitochondriálních reaktivních druhů kyslíku (ROS); ovlivňuje vápenatě závislé otevření přechodového póru mitochondriální permeability; podporovat selektivní dovoz mitochondriálních proteinů; a stimuluje mitochondriální štěpení. Změněná redoxní rovnováha hraje zásadní roli v patogenezi onemocnění jater, včetně steatózy, steatohepatitis a fibrózy. Jednoduchost reverzibility a souhra enzymatických reakcí s nitrosaturováním a denitrizací podporují hypotézu, že SNO regulují mitochondrion pomocí redoxních mechanismů. 
Ve studii, která hodnotí účinky na kyselinu ursodeoxycholovou (UDCA) na tok žluči a cirhózu, se v žluči vyskytuje NO jako SNO, především GSNO. UDCA-stimulovaná biliární NO sekrece byla zrušena inhibicí iNOS s L-NAME v izolovaných perforovaných játrech a také u potkaních jater vyčerpaných z GSH buthionin sulfoximinem. Kromě toho byla biliární sekrece NO druhů významně snížena u UDCA infundovaných transportních mutantů [ATP-vazebná kazeta C2 / multirezistentní protein-spojený s proteinem 2-deficientní] krys a toto zjištění bylo konzistentní s účinkem glutathionového nosiče ABCC2 / Mrp2 v kanalikulárním transportu GSNO. U kultivovaných normálních krysích cholangiocytů GSNO aktivuje proteinovou kinázu B, chrání proti apoptóze a vede k uvolňování ATP indukované UDCA do média.  Retrográdní infúze GSNO do společného žlučovodu zvyšuje tok žluči a vylučování bikarbonátu. Studie dospěla k závěru, že UDCA-indukovaná biliární sekrece GSNO přispívá ke stimulaci duktální sekrece žluči.

## Neuromodulátor
GSNO spolu s glutathionem a oxidovaným glutathionem (GSSG) se váže na místo rozpoznávání glutamátu receptorů NMDA a AMPA (prostřednictvím jejich γ-glutamylových skupin) a mohou být endogenními neuromodulátory .   V milimolárních koncentracích mohou také modulovat redoxní stav komplexu receptoru NMDA. 